# 桂邦彦
桂 邦彦（かつら くにひこ、1942年6月5日 -  ）は日本のテレビプロデューサー、演出家。元TBSプロデューサー。神奈川県出身。東京都立新宿高等学校、日本大学芸術学部卒業。趣味は相撲、テニス。

## 来歴・人物
1965年、TBSに入社。以来、多くの番組を制作。主にビートたけし出演のバラエティ番組を手がけた。代表作は1986年に放送を開始した『痛快なりゆき番組 風雲!たけし城』。この番組の大ヒットでプロデューサーから副部長に昇進を果たす。野外で出場者に豚汁を振舞うサービスを見せた。この他に審査員や出演者としても活躍した。たけしがオールナイトニッポン担当時、桂の名前を実名でよく出して、いじっていた。
ネットチェンジによりTBSでネット開始された『ヤングおー!おー!』（MBS制作）では、月1回行われていた東京収録でディレクターを担当。この時に同番組プロデューサーの林誠一（毎日放送）から「東京と二元中継でお笑い番組をやりたい」と言われ、林と共同で『サンデーお笑い生中継』を立ち上げた。MBS発ではあるものの、桂にとってこの番組は初のプロデュース作品となり、東京方司会に当時駆け出し中だったタモリを起用し、当時人気上昇中だったツービートなど浅草芸人を東京方レギュラーに抜擢した。番組そのものは7ヶ月で終了したが、この東西独特のキャスティングが後の漫才ブームにも繋がった。
その後、1996年から1年間のアメリカ留学を経て、2002年に定年退職、株式会社桂芸能社を東京都港区赤坂のTBSの近くに設立した。

## エピソード
ビートたけしの番組制作にしばしば携わり、「伝説のプロデューサー」などと言われることもあるが、プロデュースした番組の多くは短命に終わっている。長いプロデューサー生活でヒットした番組は『風雲!たけし城』だけだった。
子供の頃から相撲が得意で、小学生の頃はクラス全員に勝ったり、隣町の町内相撲大会にまで出場して賞金を稼いだりしていた。少年時代は本当に力士になりたいと思っていたこともあり、そのことを父親に打ち明けたら、猛反対されてあきらめたという。『たけし城』では相撲のゲーム「相撲でポン!」に対戦相手として自ら出演。1986年9月の放送ではこれに6連勝して、たけしを驚かせたということもあった。1995年～1997年の『オールスター感謝祭』では前任者であった蔵間竜也の病死に伴い『大相撲赤坂場所』の行司に起用された。その際、登場時のテーマ曲に使われたのは『たけし城』の番組テーマ曲であった。

## 主な担当番組

### TBSテレビ

#### レギュラー番組
- 突撃!ドリフターズ
- みんなで出よう55号決定版!
- 笑うんだもんね!
- TVジョーカーズ笑
- 突撃HOTスタジオ!
- 笑ってポン!
- ビートたけしの冠番組
  - たけしのお笑いサドンデス
  - たけしのホッカホッカタイム
  - 痛快なりゆき番組 風雲!たけし城
  - 総天然色バラエティー 北野テレビ
  - たけしの頭の良くなるテレビ
- 爆笑・一ッ気族!
- ギャグ満点（1～3）
- ぷるるんクニクニ島
- 王道バラエティ つかみはOK!
- デカメロン
- 桂芸能社シリーズ
- 落語名人会
- 笑林寺
- 笑林寺2
- 今夜もハレホレ
- ピッカピカ天然素材!
- 渋谷ギャグ公開堂

#### スペシャル番組
- 初笑いうるとら寄席
- たけしの涙と笑いの謹賀新年
- お笑いベストヒット
- 金曜テレビの星!『ダウンタウンのいた～いスペシャル・アジアの国からコニャニャチワ！』（1993年）
- 39時間テレビ内コーナー『目指せ次代のコント覇者! 第1回お笑いウエスタンカーニバル』
- ウンナンお笑いバトル（初期のみ）
- 日本一のご接待ツアー
- 輝け!芸能人が選んだ全世界アカデミー大賞!!
- オールスター感謝祭（1995年春 - 1997年春のみ）

### その他
- ヤングおー!おー!（毎日放送制作。東京での収録時にTBS側のディレクターとして参加）
- サンデーお笑い生中継（毎日放送・TBS共同制作。東京側のプロデューサーとして参加）
- 地上波で出来ないTV（CS・TBSチャンネル）